# Rufinus
Rufinus is een Romeins cognomen en betekent eigenlijk "die van een familie roodharigen afstamt".
Dragers van dit cognomen zijn onder meer:
- Quintus Aridius Rufinus, Romeins consul
- Aulus Triarius Rufinus, Romeins consul
- Rufinus (Grieks: Ῥουφῖνος), een Grieks epigrammendichter (3e / 4e eeuw?);
- Flavius Rufinus, hoge functionaris aan het hof van keizer Theodosius I en adviseur van diens zoon Arcadius
- Tyrannius Rufinus van Aquileia, monnik en vroegchristelijk schrijver
- Rufinus Antiochensis, Latijnse grammaticus (5e eeuw)
- Rufinus de Syriër, nam deel aan de beweging van Pelagius

In de gens Cornelia vinden we:
- Publius Cornelius Rufinus, dictator in 334 v.Chr.;
- Gnaius Cornelius Rufinus, zoon van deze laatste;
- Publius Cornelius Cn. f. P. n. Rufinus, kleinzoon van de dictator in 334 v.Chr. Hij was consul in 290 en 277, en dictator in 280 v.Chr.;
- Lucius Cornelius Rufinus Sulla, flamen Dialis rond 250 v.Chr.; de eerste met het cognomen Sulla.